# Liparis regnieri
Liparis regnieri là một loài thực vật có hoa trong họ Lan. Loài này được Finet mô tả khoa học đầu tiên năm 1908.